# Under Armour
Under Armour, Inc. — американская компания, поставщик спортивной одежды и экипировки. Штаб-квартира расположена в Балтиморе (штат Мэриленд).

## История
Компания Under Armour Athletic Apparel была основана 25 сентября 1996 года Кевином Планком, 24-летним бывшим капитаном студенческой команды по американскому футболу. Опыт Кевина как игрока заложил основу его бизнеса. Будучи защитником, он заметил, что футболка, которую он надевал под форму, всегда была пропитана потом, в то время как компрессионные шорты оставались сухими. После окончания Университета Мэриленда Планк разработал прототип футболки из микрофибры, который опробовал на своих товарищах по команде из Мэриленда. После успешных испытаний Планк начал продавать свои футболки университетским командам в разных частях США. За первый год было выручено 17 тыс. долларов.
В 1997 году была разработана одежда для различных видов спорта и погодных условий (ColdGear, TurfGear, AllseasonGear и StreetGear). В 1998 году компания стала официальным поставщиком формы для лиги NFL Europe. Также в этом году Under Armour стала поставщиком формы для съёмок фильма «Каждое воскресенье», а в следующем году — для фильма «Дублёры». Благодаря этим фильмам компания приобрела известность, её одежда вошла а каталог поставщика спортивной одежды Eastbay. К 1999 году продажи компании превысили 1 млн долларов.

В 2000 году Under Armour стала поставщиком экипировки новой футбольной лиги XFL, обратив на себя внимания во время дебюта лиги на национальном телевидении. К концу года её товары продавались в 1500 магазинах, а в 2001 году она стала официальным поставщиком формы для MLB, NHL и USA Baseball. Выручка за 2001 год составила 25 млн долларов. В 2002 году Under Armour начала производство женской одежды. В августе 2002 года была начата рекламная кампания на телевидении. В 2003 году были запущены линии нижнего белья и одежды для гольфа, выручка за этот год превысила 100 млн долларов. Однако в это время проблемой для компании стало то, что Кевин Планк не запатентовал свою разработку, уже в 2004 году Nike и Reebok выпустили свои линии спортивной одежды с такими же свойствами, после чего Under Armour начала терять спонсорские контракты.
Компания провела IPO на NASDAQ в ноябре 2005 года, собрав 153 млн долларов США. В конце 2007 года Under Armour открыла свой первый брендовый магазин в торговом центре Westfield Annapolis в Аннаполисе (штат Мэриленд).
Under Armour была поставщиком формы, которые носили американские конькобежцы на зимних Олимпийских играх 2014 года. Конькобежцы показывали плохие результаты в новых скоростных костюмах Mach 39, но когда они вернулись к предыдущим костюмам, то продолжили проигрывать, что говорило о том, что дело было явно не в экипировке. Тем не менее новости о претензиях к производителю формы привели к тому, что акции Under Armour упали на 2,38 %.
После приобретения в ноябре 2013 года производителя цифровых приложений MapMyFitness за 150 млн долларов США, в феврале 2015 года компания Under Armour объявила о приобретении производителя приложений для подсчета калорий и питания MyFitnessPal за 475 млн долларов США, а также производителя фитнес-приложений Endomondo за 85 млн долларов.
В марте 2016 года компания стала официальным поставщиком мячей в Североамериканской футбольной лиге, начиная с сезона 2016 года.
В мае 2016 года Under Armour и UCLA объявили о заключении 15-летнего контракта на сумму 280 млн долларов, что стало крупнейшим договором в истории NCAA. В декабре 2016 года Under Armour заключила 10-летний контракт с Главной лигой бейсбола (MLB) и должна была стать официальным поставщиком униформы MLB начиная с 2020 года, сменив Majestic Athletic, которая была поставщиком формы MLB с 2004 года. Однако в мае 2018 года стало известно, что Under Armour отказалась от сделки с MLB, чтобы сэкономить компании около 50 млн долларов. Вместо этого поставщиком лиги стала Nike.

## Деятельность

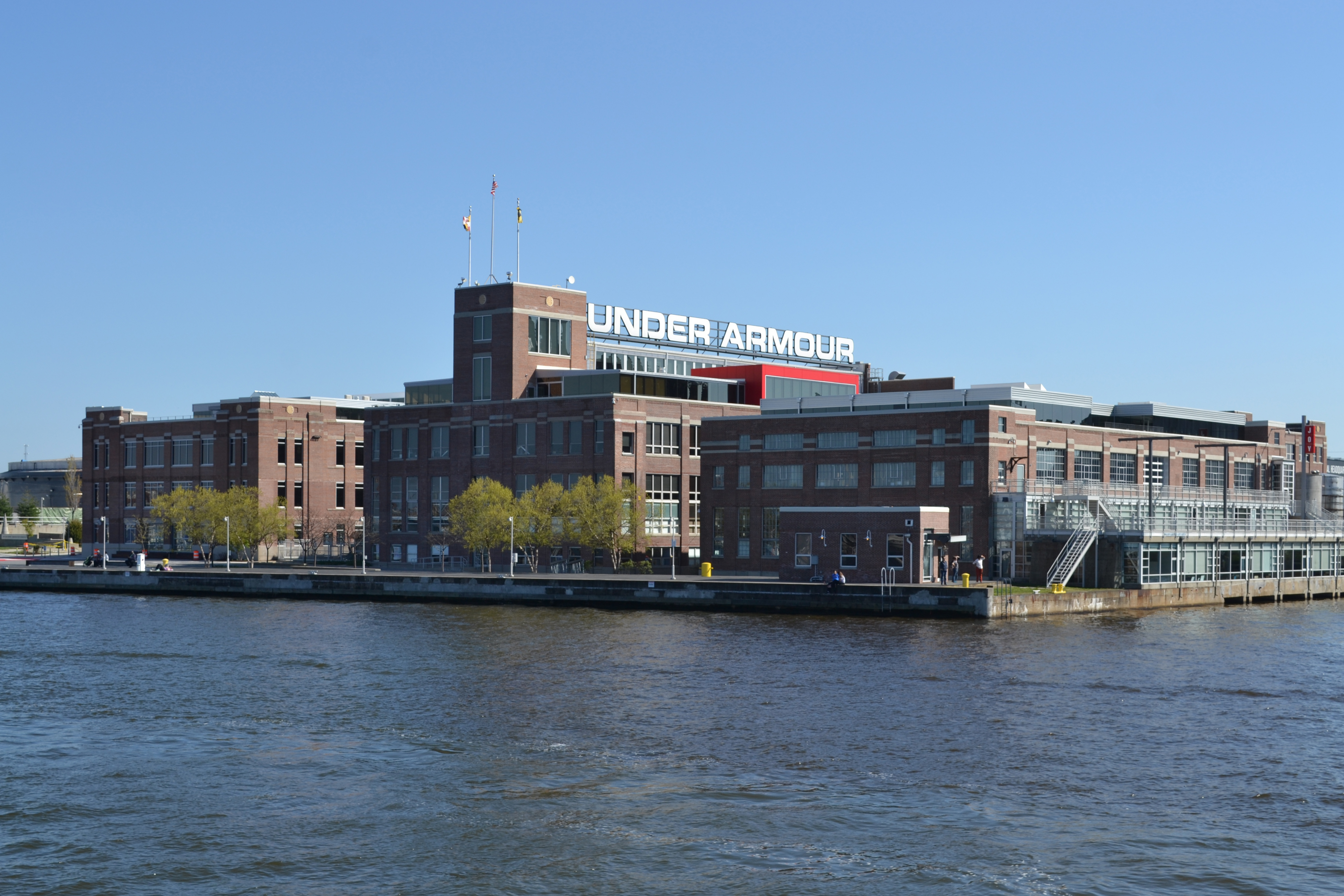
Офисный комплекс в Балтиморе

Компания Under Armour осуществляет разработку дизайна, маркетинг и продажу спортивной одежды и обуви. Основными брендами являются Under Armour, Heatgear, Coldgear и Hovr. Продукцию изготавливают независимые контрактные производители в таких странах, как Иордания, Вьетнам, Камбоджа, Индонезия и Китай; основные поставщики тканей находятся на Тайване, в Китае, Малайзии и Вьетнаме.
На собственную розничную сеть приходится около 40 % продаж; у компании по состоянию на март 2024 года было 440 магазинов, в том числе в США 17 брендовых магазинов и 183 фабричных аутлета, также есть торговые точки в Китае, Канаде, Мексике, Республике Корея, Австралии, Великобритании и Малайзии. Остальная продукция реализуется оптом сетям магазинов спортивных товаров и универмагов.
Выручка компании за 2023/24 финансовый год составила 5,7 млрд долларов, из них на продажу одежды пришлось 66 %, обуви — 24 %, других товаров (спортивных перчаток, сумок, головных уборов, носков) — 7 %, роялти — 2 %. Распределение выручки по регионам: Северная Америка — 62 %, Европа, Ближний Восток и Африка — 19 %, Азиатско-Тихоокеанский регион — 15 %, Латинская Америка — 4 %.

## Сотрудничество

### Хоккейные клубы
- СКА (Санкт-Петербург)

### Футбольные клубы
- Саутгемптон
- Флуминенсе
- Спорт Ресифи
- Санкт-Паули
- Крус Асуль
- Толука
- АЗ
- Нэшвилл
- Коло-Коло
- Куинз Парк
- Омия Ардия

### Баскетбол
- Дарюшшафака
- Партизан
- Локомотив-Кубань
- сборная Мексики
- сборная Японии
- сборная Венесуэлы

### Спортсмены
- Энтони Джошуа — бокс
- Патрик Миллс — баскетбол
- Трент Александер-Арнольд — футбол
- Фрейзер Форстер — футбол
- Энди Маррей — теннис
- Эммануэль Мудиай — баскетбол
- Кэри Прайс — хоккей
- Тэйлор Холл — хоккей
- Митчелл Марнер — хоккей
- Дрю Даути — хоккей
- Мемфис Депай — футбол
- Том Брэди — американский футбол
- Кэм Ньютон — американский футбол
- Стефен Карри — баскетбол
- Линдси Вонн — горные лыжи
- Майкл Фелпс — плавание
- Жан Босежур — футбол
- Гранит Джака — футбол
- Мик Шумахер — Формула-1